# Johnny & June
Johnny & June es un álbum recopilatorio del cantante country Johnny Cash lanzado en 1978 bajo el sello disquero Bear Family. Igual que su CD anteriorThe Unissued Johnny Cash este CD contiene material nunca antes mostrado, todas las canciones fueron grabadas en el periodo 1964 - 1965 menos la canción "Smiling Bill McCall" de 1960, las canciones "Cotton Picking Hands", "Wer Kennt Den Weg" y "In Virginia" (Las últimas 2 en alemán) habían sido lanzadas como singles alrededor del mundo. La canción "Thunderball" había sido grabada para una de las películas de James Bond pero fue rechazada porque tenían una canción de Tom Jones de igual nombre.
"One Too Many Mornings" es una canción de Bob Dylan de su disco The Times They Are A-Changin'. Cash y Dylan harían un dueto de esta canción (sin éxito) para el disco de Dylan Nashville Skyline y Cash la grabaría de nuevo para su CD Heroes junto con Waylon Jennings, este version tiene a Maybelle Carter tocando el autoarpa. El grupo Carter Family aparece en varias canciones igualmente aparece la esposa de Johnny Cash, June Carter Cash aparece como vocalista principal en 3 canciones y Anita Carter aparece en la canción "That's What It's Like to Be Lonesome".

## Canciones
1. (I'm Proud) The Baby Is Mine (Grabada el 17 de diciembre de 1964)
(Cash)
2. Cotton Pickin' Hands (Grabada el 10 de diciembre de 1965)
(Cash y June Carter Cash)
3. Close the Door Lightly When You Go" (Grabada el 21 de septiembre de 1965)
(Eric Anderson)
 (Vocalista junto a June Carter Cash)
4. That's What It's Like to Be Lonesome (Grabado el 3 de febrero de 1965)
(Anderson)
(Vocalista junto a Anita Carter)
5. Thunderball (Grabado el 12 de mayo de 1965)
(Cash)
6. One Too Many Mornings (Grabado el 29 de octubre de 1965)
(Bob Dylan)
7. How Did You Get Away from Me (Grabado el 5 de marzo de 1964)
(Anita Carter, June Carter, Cash y Anderson)
(Vocalista junto a June Carter Cash)
8. Adiós Aloha (Grabado el 20 de diciembre de 1964)
(June Carter, Don Davis y Anderson)
(Vocalista junto a June Carter Cash)
9. Wer Kennt Den Weg (I Walk the Line) (Grabado el 19 de junio de 1965)
(Cash y Günter Loose)
10. Ain't You Ashamed (Grabado el 5 de marzo de 1964)
(Cash y Anderson)
(Vocalista junto a June Carter Cash)
11. Smiling Bill McCall (Grabado el 16 de febrero de 1960)
(Cash)
12. In Virginia (Grabado el 19 de junio de 1965)
(Goetz y Kaegbein)